# Вилль, Пьер-Александр
Пьер-Александр Вилль (Вилле) (фр. Pierre-Alexandre Wille; 1748, Париж — умер после 1821, Париж) — французский художник немецкого происхождения.

## Жизнь и творчество
Пьер-Александр Вилль был сыном художника и графика Иоганна Георга Вилле.
В 1761—1763 годах он обучался рисунку в мастерской Жана-Батиста Грёза, позднее учился у Жозефа-Мари Вьена.
В 1774 году П.-А. Вилль становится членом Королевской академии. Был придворным художником французского короля Людовика XVI. Создавал произведения жанровой живописи; также был автором ряда картин политического содержания, по которым его отец делал гравюры на меди. После Великой Французской революции П.-А. Вилль постепенно отходит от художественного творчества.
Картины П.-А. Вилля можно увидеть в различных французских музеях (в том числе в Лувре), в музеях Санкт-Петербурга (в Эрмитаже), Кёльна и др.

## Галерея
- Утерянная добродетель
- Бутон розы
- Портрет мальчика
- Гравюра Иоганна Готхарда Мюллера по одной из картин П.-А. Вилля
- Последние мгновения с любимой женой